# Grandhan
Grandhan (Waals: Grande Han, Nederlands: Groothan) is een plaats en deelgemeente van de Belgische gemeente Durbuy.
Grandhan ligt in de provincie Luxemburg. De deelgemeente bestaat uit de dorpen Grandhan, Petithan, Grande Enneille, Petite Enneille en Chêne-à-Han.

## Demografische ontwikkeling
- Bronnen:NIS, Opm:1831 tot en met 1970=volkstellingen, 1976= inwoneraantal op 31 december

## Externe links

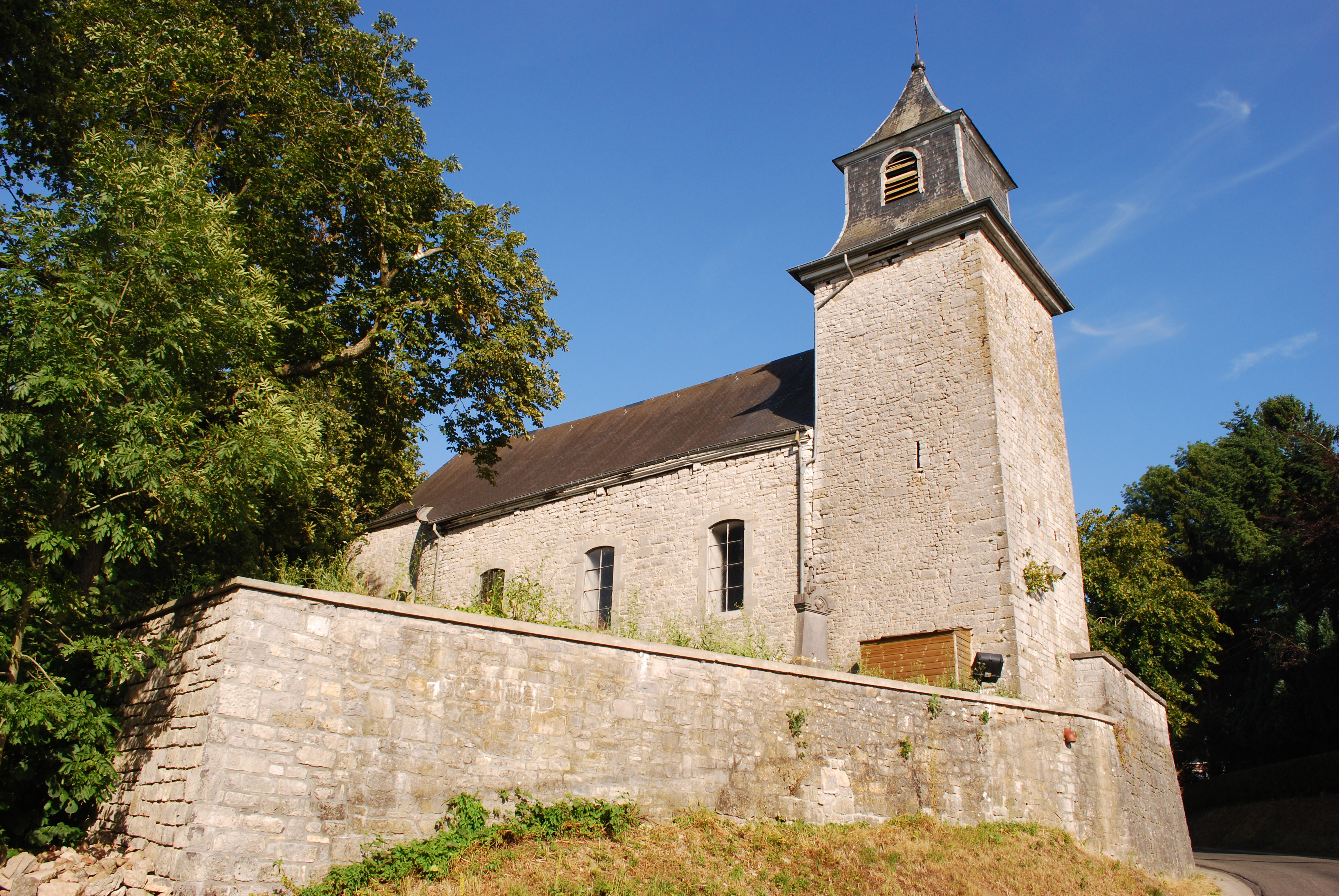
De Sint Joriskerk te Grandhan